# Spice Girls
Le Spice Girls sono una girl band britannica formatosi nel 1994 a Londra. Il gruppo ha ottenuto un grande successo commerciale, discografico e non, durante la seconda metà degli anni Novanta, tale da segnare l'immaginario collettivo. Si tratta del gruppo femminile di maggior successo di tutti i tempi, con oltre 100 milioni di dischi venduti.
Le cinque cantanti che compongono il gruppo, Melanie Chisholm, Geri Halliwell, Victoria Adams (in seguito coniugata con l'ex calciatore David Beckham, del quale assume il cognome), Emma Bunton e Melanie Brown hanno realizzato il loro singolo di debutto, Wannabe, nel 1996. Il pezzo, rimasto per sette settimane in vetta alla classifica britannica, ha lanciato il gruppo verso un successo ben presto definito «fenomeno internazionale». Le Spice Girls hanno realizzato in totale 4 album e 11 singoli. Sotto la guida del loro manager, Simon Fuller, il gruppo ha ampiamente abbracciato l'universo del merchandising, diventando, anche per questo, noto a livello globale: le Spice Girls hanno prestato i propri volti a Pepsi, Polaroid e Sony, fra gli altri.
David Sinclair, critico musicale inglese, ha affermato che «Scary, Sporty, Posh, Ginger e Baby sono stati i componenti di una band più conosciuti globalmente dai tempi di John, Ringo, Paul e George» e che il gruppo è stato «un fenomeno sociale che ha cambiato la musica popolare e la cultura musicale».
Dopo aver toccato la vetta delle classifiche britanniche e mondiali, promosso fra i giovanissimi lo slogan «Girl power!» ('Potere alle ragazze!') e girato persino un film che ha sbancato i botteghini, tra il 1999 e il 2001 le Spice Girls hanno avviato progetti solisti, paralleli all'impegno di gruppo.
Geri Halliwell ha abbandonato la band nel maggio 1998, durante un'impegnativa tournée mondiale. La riunione del gruppo, voluta per dare il saluto definitivo ai fan, nel 2007, ha visto però la partecipazione dell'intera formazione originale, impegnata in un tour celebrativo di 47 date, fra Europa, Canada e Stati Uniti.
La loro successiva esibizione come gruppo si è svolta durante la cerimonia di chiusura delle Olimpiadi di Londra nel 2012: è stato uno degli appuntamenti musicali più "twittati" della storia. Un nuovo tour negli stadi inglesi, senza Victoria Beckham, si è svolto a maggio e giugno 2019.

## Storia

### 1994-1995: le origini
Il gruppo si formò nel 1994, quando Bob Herbert e il figlio Chris desiderano creare un gruppo pop composto solo da giovani cantanti di sesso femminile, sul modello delle boy band che spopolavano in quel periodo, come i Take That. Nel marzo del 1994, i due pubblicarono sul quotidiano inglese The Stage il seguente annuncio: «Are you street smart, extrovert, ambitious and able to sing and dance?» ('Siete spregiudicate, estroverse, ambiziose e capaci di cantare e di ballare?').
Centinaia di ragazze risposero all'annuncio, ma ne vennero scelte solo cinque: Geri Halliwell, Melanie C, Melanie B, Victoria Adams e Michelle Stephenson. Formarono così un gruppo chiamato Touch (di cinque lettere, una per partecipante) e andarono a vivere tutte insieme in una casa a Maidenhead, per familiarizzare l'un l'altra, dedicarsi al perfezionamento musicale e solidificare il gruppo stesso. Nei due mesi successivi le Touch registrarono vari demo ai Trinity Studios nei pressi di Woking. Successivamente, però, Michelle decise di abbandonare il gruppo per incomprensioni con le altre componenti o, come sostengono in molti, per proseguire i suoi studi.
Subito dopo l'abbandono della Stephenson, si cercò una sostituta: venne scelta la diciottenne Emma Bunton, dietro suggerimento di Victoria. La rottura con gli Herbert avvenne nel marzo 1995: deluse dall'atteggiamento nei loro confronti e in disaccordo sulle scelte artistiche imposte, le cinque lasciarono la Heart Management che le aveva scoperte. Si rivolsero a Elliot Kennedy e si unirono alla 19 Management di Simon Fuller.
Durante l'estate di quell'anno le ragazze si proposero a numerose etichette discografiche, e nel settembre del 1995 firmarono un contratto con la Virgin Records. Da quel momento, cominciarono a scrivere testi e a registrare le canzoni del loro album di debutto, prima di sfondare, l'estate successiva.

### 1996-1997: il primo album,Spice
L'8 luglio 1996, le Spice Girls pubblicano il loro primo singolo, Wannabe, in Europa; il relativo video entra in rotazione su numerosi canali musicali. Nello stesso mese, rilasciano la loro prima intervista a Paul Gorman, giornalista della rivista Music Week (con cui Boy George ha scritto la sua seconda autobiografia, Straight), nella sede principale della Virgin Records, a Londra. Il singolo viene pubblicato anche negli USA l'anno successivo e raggiunge vendite record. Raggiungendo infatti la posizione numero 11 della classifica dei Billboard Hot 100, a quel tempo diventa il più alto debutto di un artista britannico (o comunque non americano) nelle classifiche statunitensi, battendo il precedente record raggiunto dai Beatles con I Want to Hold Your Hand, che aveva raggiunto la posizione numero 12. Wannabe raggiungerà presto anche la prima posizione nei Billboard Hot 100, restandoci per quattro settimane.
Il singolo diventa un successo mondiale, raggiungendo il primo posto nelle classifiche di 31 paesi. Contemporaneamente, le ragazze vengono recensite dal giornale musicale Top of the Pops Magazine, che conferisce loro gli storici soprannomi: Ginger Spice a Geri, perché ritenuta la più provocante, Posh Spice a Victoria, perché sempre attenta alla moda, Scary Spice a Melanie B, per il suo carattere esuberante, Baby Spice a Emma, perché è la più giovane e perché ha un'immagine molto infantile, Sporty Spice a Melanie C, perché è la sportiva del gruppo.
Il successo del gruppo  è stato inoltre paragonato alla Beatlemania.
Il 4 novembre 1996, le Spice Girls, note anche come Spice, pubblicano il loro primo album, appunto intitolato Spice, in Gran Bretagna e nel resto d'Europa, e diventa un successo senza precedenti. In appena sette settimane, vende 1,8 milioni di copie nella sola Gran Bretagna, diventando il disco dalle vendite più veloci dai tempi dei Beatles. In totale, vende 3 milioni di copie nella sola Gran Bretagna, rimane al numero 1 della classifica britannica per 15 settimane (non consecutive), vendendo un totale di 8 milioni di copie in tutta l'Europa. L'anno successivo, il long playing viene pubblicato negli USA, dove diventa il disco più venduto del 1997, vendendo 7 milioni di copie e diventando 7 volte disco di platino. Dopo il singolo d'esordio, Wannabe, gli altri singoli pubblicati sono Say You'll Be There e 2 Become 1, rispettivamente usciti a ottobre e a dicembre.
Raggiungono entrambi le vette di numerose classifiche, tra cui quella britannica, dove la ballad 2 Become 1 vince la battaglia dei singoli del periodo natalizio. Gli ultimi estratti dall'album, nella primavera del 1997, sono Mama e Who Do You Think You Are?. Le due canzoni escono su un unico singolo doppio lato A, che raggiunge anch'esso la vetta della classifica britannica, ma non viene pubblicato negli USA, per permettere di sincronizzare le pubblicazioni successive tra l'Europa e l'America. In particolare, Who Do You Think You Are? viene sfruttato per la campagna di beneficenza Comic Relief. Lo stesso anno, inaugurano un nuovo canale tv britannico, Five. Sempre nel 1997, le Spice Girls sono ospiti all'interno di alcuni programmi italiani come Domenica in, Fantastico e al Festival di Sanremo 1997.

### 1997-1998: il secondo albumSpiceworld,Spice Girls - Il filme l'abbandono di Geri Halliwell
Il 4 novembre 1997, esattamente un anno dopo il primo, venne pubblicato il loro secondo album, Spiceworld, anticipato dal singolo Spice Up Your Life. Con questo singolo, il gruppo decide di sincronizzare i ritmi di pubblicazione negli USA con il mercato europeo, col risultato che il pezzo arriva in America quando 2 Become 1 è ancora molto programmato. L'album, grazie anche al successo del primo singolo estratto, che raggiunge la posizione numero 1 in numerosi paesi, diventa subito un best seller, vendendo 7 milioni di copie in due settimane. Tuttavia, le Spice Girls cominciano a ricevere le prime critiche, soprattutto dall'America, che le accusano di sovraesposizione e non approvano la scelta delle ragazze di pubblicare il loro secondo album appena 12 mesi dopo il primo.
Nonostante queste critiche, tuttavia, il gruppo continua a essere il gruppo pop più venduto anche nel 1997 e nel 1998, anno in cui escono i successivi singoli estratti dal secondo album, Stop e Viva Forever, preceduti dalla ballata Too Much, che permette alle Spice Girls di vincere il difficile mercato natalizio per il secondo anno consecutivo. Tutti i singoli hanno un notevole successo e raggiungono il Numero 1 della classifica britannica, tranne Stop, che si ferma al Numero 2.
Nel giugno del 1997, inoltre, le Spice Girls avevano cominciato a girare il film Spice Girls - Il film (titolo originale: Spiceworld: The Movie), diretto da Bob Spiers, una pellicola nella quale interpretano se stesse e dove è stato rappresentato lo spirito del gruppo. Uscita nelle sale nel dicembre del 1997, la pellicola, che ricorda il film A Hard Day's Night dei Beatles per i suoi contenuti comici, conquista i botteghini natalizi, guadagnando, al livello mondiale 100 milioni di dollari, tra gli incassi cinematografici e quelli provenienti dalle vendite del film in VHS e, successivamente, in DVD. Tuttavia, il film riceve molte critiche e 5 nomination ai Razzie Awards, tra cui quella vinta dalle ragazze come «peggiore attrice protagonista». La colonna sonora del film è composta dai brani contenuti nel secondo album, Spiceworld.
Il 7 novembre 1997 il loro manager, Simon Fuller, dà le dimissioni, spinto soprattutto da Geri Halliwell e Melanie B che in quel periodo sembrano contendersi il comando del gruppo, per via di disaccordi tra lui e le ragazze. Da quel momento, le ragazze si dividono i compiti per autogestirsi: Mel B si occupa della gestione dell'imminente tour, Geri Halliwell della sponsorizzazione, Emma Bunton del personale, Mel C della registrazione, della scelta dei singoli e della distribuzione, e Victoria Adams del merchandising. Nei primi mesi del 1998, partono con lo Spiceworld Tour, composto da 105 date mondiali, che registrò il tutto esaurito. Nel maggio del 1998, inoltre, concedono un'intervista, nella quale dichiarano che stanno già preparando il loro terzo album, che si sarebbe discostato parecchio dai precedenti.
Poche settimane dopo, invece, Geri non si presenterà alle ultime due tappe europee del tour, a Oslo, in Norvegia, e le altre ragazze giustificano la sua assenza con una gastroenterite, mentre continuano a farsi sempre più certe le notizie riguardanti l'abbandono del gruppo da parte di Ginger, voci che si rivelano fondate il 31 maggio 1998, quando Geri Halliwell dichiarerà alla stampa: «Purtroppo devo confermare che ho lasciato le Spice Girls perché c'erano troppe differenze tra di noi. Sono sicura che il gruppo continuerà ad avere successo e auguro loro tutto il meglio».
La notizia diventa una delle più importanti riguardanti l'intrattenimento di quell'anno a tal punto da provocare il crollo delle azioni della casa discografica EMI.. La notizia fa velocemente il giro del mondo; tuttavia nelle settimane successive all'abbandono i due album del gruppo registrano un'impennata vertiginosa delle vendite, ricollocandosi entrambi ai primi posti delle classifiche (Spiceworld, da settimane uscito dalla classifica italiana degli album, raggiungerà d'un balzo la seconda posizione).

### 1998-1999: il singoloGoodbyee le prime esperienze soliste
Le ragazze rimaste, pur dichiarandosi molto tristi per l'abbandono della collega, annunciarono che non avrebbero sciolto il gruppo e che avrebbero continuato a lavorare ai loro progetti, come la partecipazione al Pavarotti & Friends. Tuttavia, l'ipotesi di un album live, registrato dal tour, non ebbe seguito, così come non andò in porto una collaborazione con la Disney. Durante il tour americano, le quattro registrarono il singolo Goodbye, che raggiunse la vetta della classifica di numerosi paesi e diventò il loro terzo singolo natalizio al numero 1, eguagliando così il record precedentemente ottenuto solo dai Beatles. Il singolo ottenne un successo strepitoso, in particolar modo in Canada, dove diventò una delle canzoni simbolo degli anni novanta, rimanendo in vetta alla classifica per ben sedici settimane. La canzone aveva come argomento l'abbandono della Halliwell.
Nel documentario Spice Girls - Giving You Everything, realizzato nel dicembre 2007 per la BBC, Emma Bunton afferma "We talked about Geri leaving with Goodbye" ("Abbiamo parlato dell'abbandono di Geri in Goodbye"). Comunque durante il Reunion Tour del 2007-2008 Geri ha cantato in tutte le parti corali della canzone, questo fa pensare che in realtà anche lei avesse partecipato alla composizione iniziale del brano. Il 1999 segnò l'avvio di varie esperienze soliste per tutte le Spice Girls, Halliwell inclusa. Mel C, ad esempio, pubblicò, il 18 ottobre di quell'anno, il suo primo album, intitolato Northern Star, il quale riscosse un ottimo successo commerciale e vendette circa 4.000.000 di copie in tutto il mondo.

### 1999-2000: il terzo albumForevere lo scioglimento provvisorio
La lavorazione del terzo album, per cui vengono coinvolti i più blasonati produttori R&B americani (Rodney Jerkins e Jimmy Jam & Terry Lewis, fra gli altri), inizia ufficialmente nell'agosto del 1999, presso gli Abbey Road Studios di Londra, mentre a dicembre, come a supplire la mancanza del quarto singolo natalizio, le ragazze intraprendono un mini-tour, denominato Christmas in Spiceworld, che fa il tutto esaurito, come il precedente. Dopo alcuni dischi solisti (tutti piuttosto fortunati, ma non al livello dei successi di gruppo) e un altro Brit Award alla carriera per il contributo alla musica britannica nel mondo (ne hanno vinti in tutto 4), il 6 novembre del 2000, le Spice Girls pubblicano il loro terzo album, Forever, preceduto dal singolo doppio lato A Holler/Let Love Lead the Way. Al contrario dell'album, che avrà un successo decisamente inferiore rispetto ai precedenti lavori, il singolo ottiene un buon successo, permettendo alla band di aggiudicarsi il nono singolo al Numero 1 sui primi 10 pubblicati.
L'album viene scarsamente promosso dalla stessa band, che si divide per presentare il lavoro contemporaneamente in vari continenti; per esempio, Emma e Victoria promuovono il disco in Nord America, mentre le due Melanie lo pubblicizzano in Europa. L'album vende appena 4 milioni di copie, un risultato nettamente inferiore rispetto alle vendite dei precedenti long-playing. Non a caso, i singoli successivi, già pianificati per la pubblicazione, Tell Me Why, Weekend Love e If You Wanna Have Some Fun, non usciranno mai, a causa dello scarso interesse delle ragazze a continuare il progetto Spice Girls, ormai impegnate su altri fronti, ognuna seguendo la propria strada. Alcune copie promozionali di questi singoli mai realizzati sono tuttora in circolazione e sono oggetti da collezionismo. Nel dicembre del 2000, le componenti annunciano uno scioglimento "a tempo indeterminato" per concentrarsi sulle proprie carriere soliste, sottolineando che la separazione non è definitiva.

### 2007-2008: la reunion, ilGreatest Hitse ilThe Return of the Spice Girls
A partire dal 2005, iniziano a circolare voci su una possibile riunione del gruppo. In occasione del Live 8, Bob Geldof aveva invitato il gruppo a partecipare all'evento, ma Melanie B aveva negato la sua disponibilità per impegni televisivi. Nel luglio del 2007, le Spice erano state invitate anche al Concert for Diana, in memoria della principessa Diana Spencer, ma anche in questa occasione il gruppo non partecipa, per via della gravidanza di Emma Bunton. Nello stesso periodo, però, si giunge a un accordo e il 28 giugno 2007 viene annunciata la riunione.

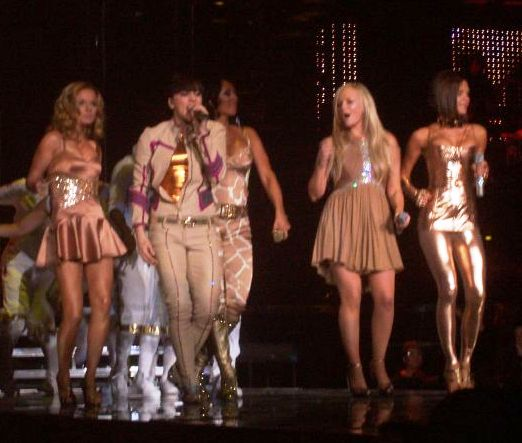
Le Spice Girls durante un concerto a Las Vegas

In attesa dell'uscita del nuovo album, i fans del gruppo organizzano una mobilitazione su Internet, con il nome di "Stop to the Top", che si pone l'obiettivo di portare al numero 1 della classifica britannica il singolo Stop, uscito nel 1998, l'unico a non aver raggiunto la prima posizione in quella classifica. I fans di tutto il mondo, nella settimana dal 2 all'8 luglio, scaricano il brano da tutti i siti di download, che vengono conteggiati insieme alle vendite fisiche per stilare la classifica britannica. L'iniziativa però fallisce, portando il singolo solo alla posizione Numero 78.
Il 9 novembre 2007 viene pubblicata la prima raccolta delle Spice Girls, semplicemente intitolata Greatest Hits, che contiene le canzoni di maggior successo del gruppo e due inediti: Voodoo e Headlines (Friendship Never Ends), singolo estratto dall'album e pubblicato in download il 5 novembre. Il brano è una ballata, accompagnata da un video che è stato censurato dalla BBC, poiché ritraeva le cinque cantanti in atteggiamenti sexy. Il singolo, pubblicato pochi giorni dopo anche nei negozi, è stato abbinato alla rappresentazione di beneficenza Children in Need e tutto il ricavato è stato devoluto in beneficenza. L'accoglienza dei fans è stata comunque molto tiepida: il singolo infatti non solo non è riuscito ad eguagliare i record dei precedenti, ma si è posizionato solo undicesimo nella chart dei singoli britannici, non riuscendo nemmeno ad entrare nella top ten. Miglior sorte è toccata all'album, disco di platino nel Regno Unito e in Australia (dove le Spice hanno raggiunto la vetta per la prima volta) e d'oro negli USA, Canada, Brasile e Nuova Zelanda, vendendo nel mondo circa 2 milioni di copie. In Italia, il singolo ha raggiunto la seconda posizione (vetta più alta nel mondo insieme alla Spagna), mentre l'album si è posizionato la prima settimana alla ventesima posizione.
Ad accompagnare l'uscita dell'album, le Spice Girls si sono esibite in un tour mondiale, denominato The Return of the Spice Girls, che è partito il 2 dicembre 2007 da Vancouver e si è rivelato il vero trionfo di questa riunione. Tuttavia il sito ufficiale delle ragazze ha rilasciato, in data 1º febbraio 2008, un comunicato nel quale veniva diramata la decisione di anticipare la fine del tour al 28 febbraio, cancellando di fatto le date di Sud America e Asia, e aggiungendone di nuove negli USA e in Gran Bretagna. Il The Return of the Spice Girls tour, inizialmente composto di 11 date, grazie alla altissima richiesta da parte del pubblico che attraverso il sito ufficiale tentava di guadagnarsi un biglietto, è stato ampliato sino a toccare ben 47 date, i cui biglietti sono andati letteralmente a ruba, a tal punto da stabilire un nuovo record grazie alla prima tappa londinese divenuta tutto esaurito in soli 38 secondi e da essere diventato il secondo tour più lucroso del 2007.

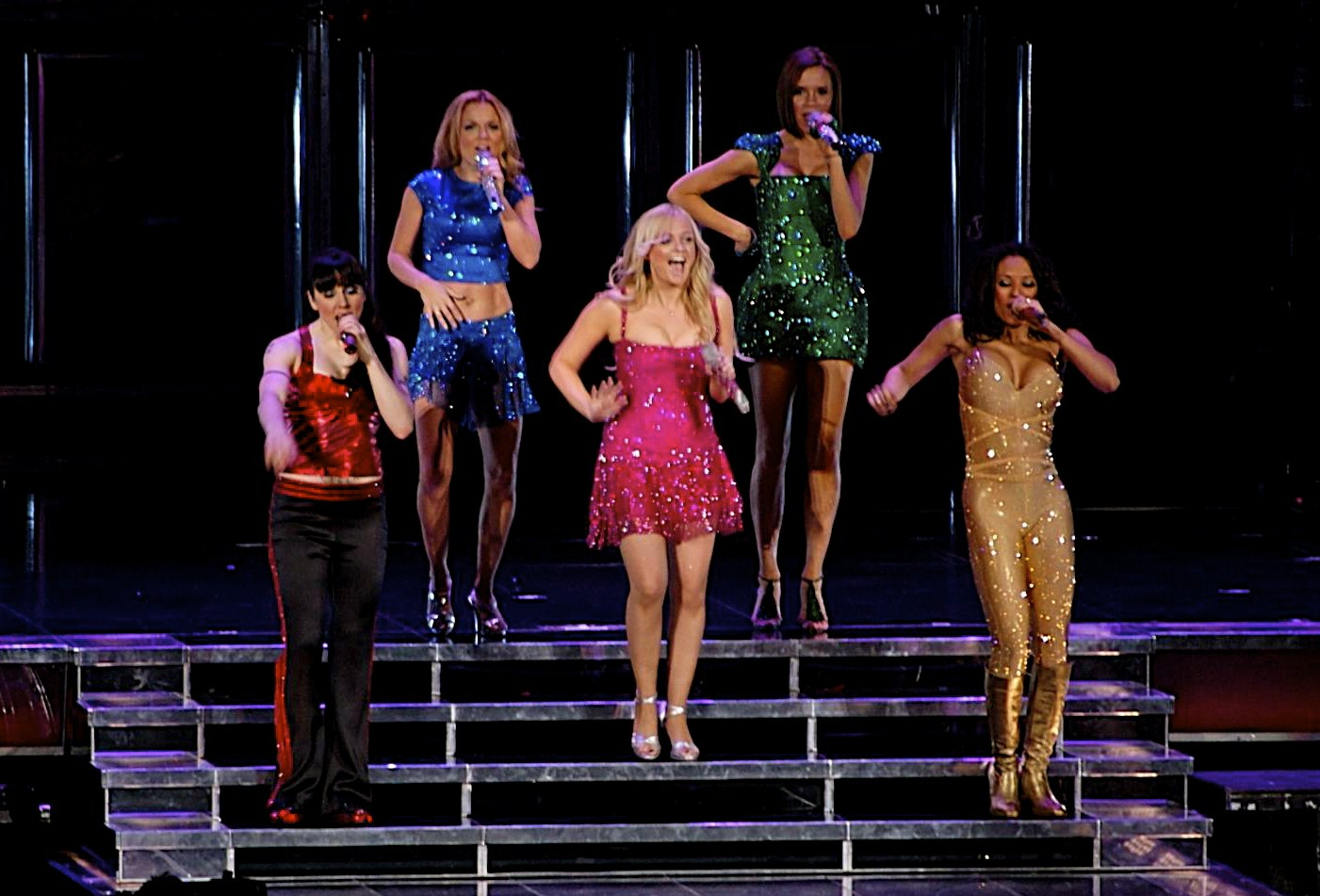
Le Spice Girls nel 2008

Nel periodo natalizio, le Spice Girls hanno ripreso a vestire anche i panni di testimonial, questa volta della nota catena inglese di supermercati Tesco. Sono uscite due versioni dello spot, nelle quali le Spice, in tenuta natalizia e in formato familiare, giocano sui loro ruoli con spontaneità e con una buona dose di autoironia. Nel marzo 2008, Melanie C ed Emma hanno ritirato, nella cerimonia di consegna dei Capitol Awards, il premio come icone di tutti i tempi. Il 2 aprile 2008, dopo settimane di inattività, il sito ufficiale del gruppo è stato aggiornato, con la notizia che non verrà pubblicato nessun DVD del tour mondiale. Questa notizia ha portato alcuni siti, come Facebook, Bebo e YouTube, a firmare una petizione mondiale per la distribuzione della versione DVD. Il 3 giugno 2008, Mel B, Emma e Geri hanno presenziato ai Glamour Award, organizzati dall'omonima rivista, per ritirare il premio come miglior gruppo dell'anno.
Il 19 settembre 2008 hanno ricevuto il premio per il Miglior Concerto di Ritorno del 2008 al Live Vodafone Music Awards, battendo gruppi come i Led Zeppelin e i Sex Pistols. Il premio è stato ritirato da Emma Bunton. The Return of the Spice Girls è stato premiato anche nelle categoria Top Boxscore dall'edizione 2008 dei Billboard Touring Awards. Ancora un altro premio è stato vinto dal gruppo ai BRIT Awards nel 2010, quando è stato assegnata loro la vittoria nella categoria speciale "Miglior performance ai BRIT Awards degli ultimi trent'anni".

### 2010-2012:Viva forever, il musical e l'esibizione alle Olimpiadi 2012

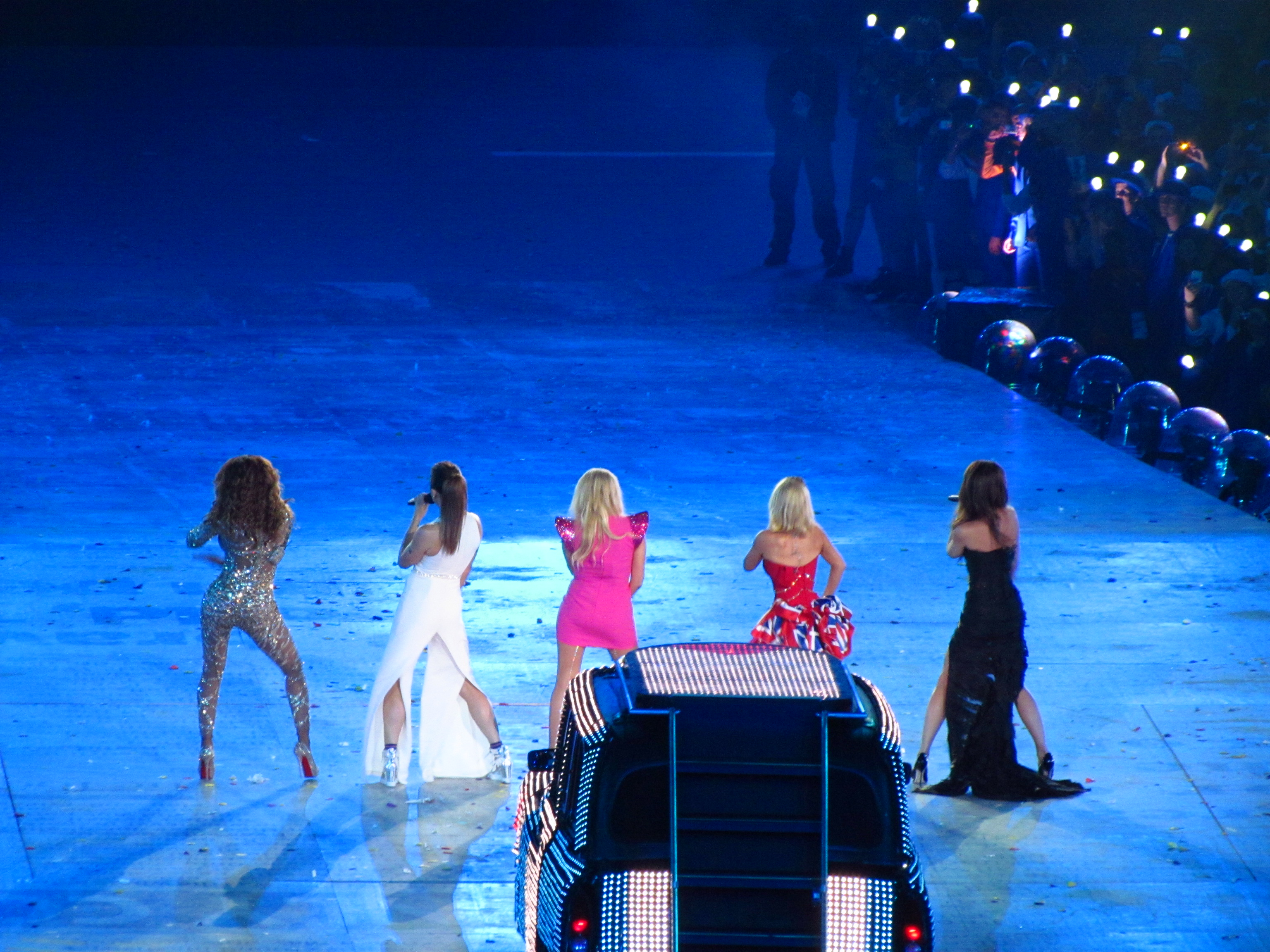
Le Spice Girls mentre cantano alla cerimonia di chiusura delle Olimpiadi di Londra del 2012

Il 21 gennaio 2010, Judy Craymer, creatrice del musical e del film Mamma mia!, basato sulle canzoni degli ABBA, ha rivelato di essere al lavoro a un musical sulle Spice Girls intitolato Viva forever, come il titolo di una delle canzoni del gruppo. Il musical è stato pensato non come una celebrazione delle cinque ragazze, ma propone una storia nuova basata sulle canzoni del gruppo e con un cast che verrà deciso dalle cinque cantanti.
La sceneggiatura è stata affidata a Jennifer Saunders, che ha già collaborato in passato con la band. La presentazione ufficiale è avvenuta il 26 giugno 2012 presso l'hotel londinese St. Pancras (dove si girò il video di Wannabe), mentre la prima dello show l'11 dicembre 2012. Ad entrambi gli eventi hanno partecipato le cinque ragazze della band.
Il 12 agosto 2012 le Spice Girls si riuniscono per cantare alla cerimonia di chiusura delle Olimpiadi che si sono svolte a Londra. Le cantanti si esibiscono con due dei loro più grandi successi: Wannabe e Spice Up Your Life, davanti ad oltre un miliardo di telespettatori in mondovisione; è uno degli eventi più twittati della storia.

### 2018-2019: di nuovo con Simon Fuller e loSpice World Tour

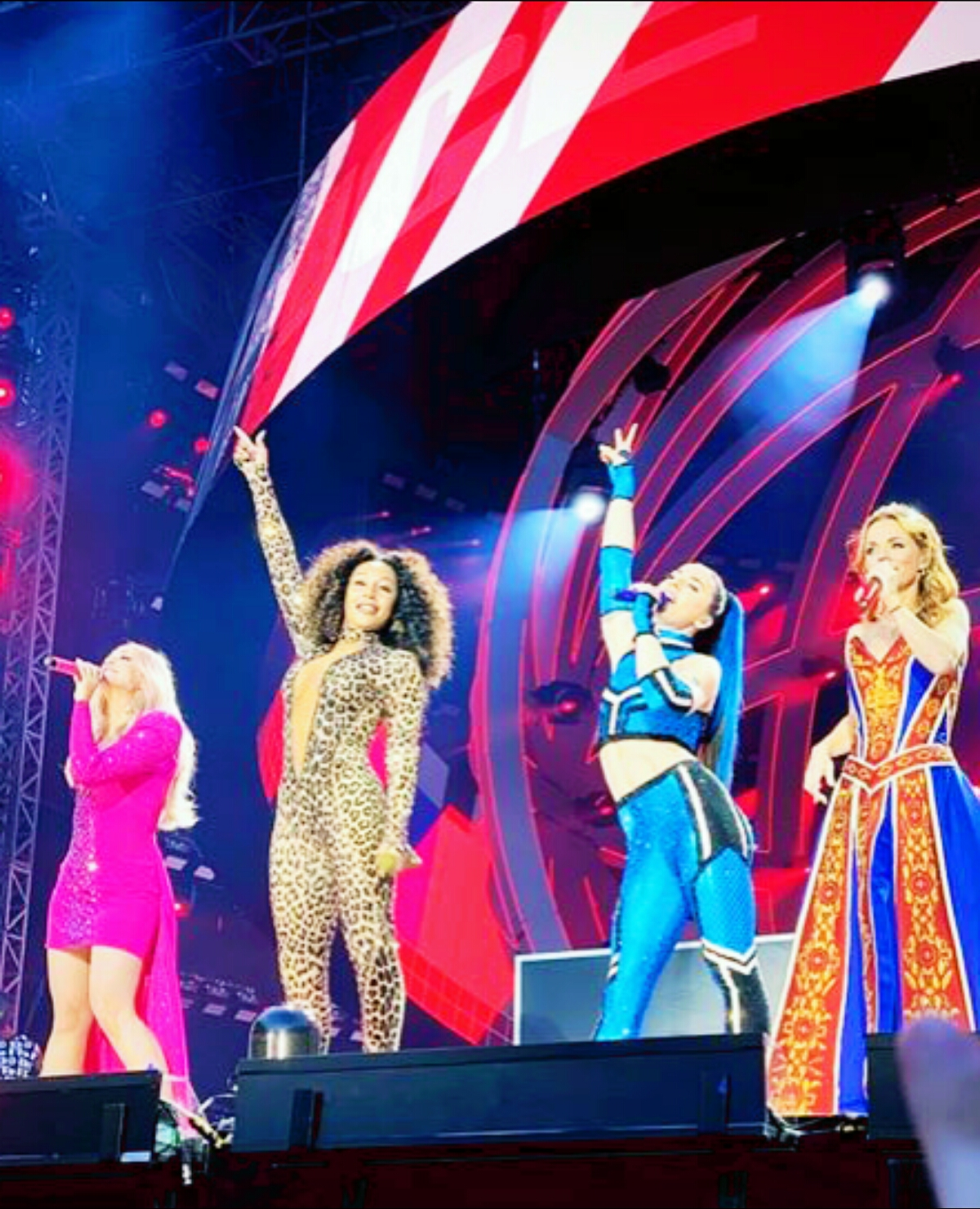
Le Spice Girls si esibiscono a Manchester nel 2019

Nel febbraio 2018 le Spice Girls hanno diffuso, prima su Instagram e poi attraverso un comunicato stampa, la notizia di essere tornate a valutare "nuove opportunità" per il gruppo, dopo essersi riunite e aver firmato tutte e cinque un contratto con il loro manager originario, Simon Fuller. L'obiettivo dichiarato dalla band è quello di "continuare a trasmettere, anche alle future generazioni, il nostro messaggio di potenziamento  femminile".
Nel novembre 2018 il gruppo  ha annunciato un nuovo tour, Spice World Tour, negli stadi inglesi, che si è svolto da maggio a giugno 2019, ma che non ha visto la partecipazione di Victoria Beckham. Le date del tour, che include tre serate allo stadio di Wembley, sono andate esaurite in pochi minuti.

### 2020-in corso: pubblicazioni commemorative
Per celebrare il 25º anniversario di Wannabe, nel luglio 2021 è stato pubblicato un EP del singolo di debutto del gruppo che includeva demo inedite. Il 1º settembre 2021 le Spice Girls hanno annunciato una speciale riedizione di Spice per celebrare il venticinquennio del gruppo, dal titolo Spice25. La ristampa commemorativa, pubblicata il 29 ottobre 2021 con all'interno remix, demo e brani inediti, ha raggiunto il 5º posto nella classifica britannica degli album.
L'anno successivo, il 4 novembre 2022, viene pubblicata anche la riedizione del secondo album, intitolata Spiceworld25, che ne celebra il venticinquennale con al suo interno nuove aggiunte, esibizioni dal vivo e remix inediti.

## Formazione
- Melanie Brown, Scary Spice (1994-presente)
- Melanie Chisholm, Sporty Spice (1994-presente)
- Emma Bunton, Baby Spice (1994-presente)
- Geri Halliwell, Ginger Spice (1994-1998; 2007-presente)
- Victoria Beckham, Posh Spice (1994-2012)

## Discografia

### Album in studio
- 1996 – Spice
- 1997 – Spiceworld
- 2000 – Forever

### Raccolte
- 2007 – Greatest Hits

## Filmografia
- Spice Girls - Il film (Spice World), regia di Bob Spiers (1997)

## Tour
- 1997 – Girl Power! Live in Istanbul
- 1998 – Spiceworld Tour
- 1999 – Christmas in Spiceworld
- 2007/08 – The Return of the Spice Girls
- 2019 – Spice World - 2019 Tour